# 格伦·哈丁
格伦·哈丁（英語：Glenn Hardin，1910年7月1日—1975年3月6日），美国男子田径运动员。他曾代表美国参加1932年和1936年夏季奥林匹克运动会田径比赛，共收获一枚金牌和一枚银牌。